# Konstitutionalisierung
Der Begriff Konstitutionalisierung beschreibt im Völkerrecht die Entstehung einer Verfassung. Die Verfassung muss dabei nicht als formelles Dokument vorliegen. Es reicht, dass die Verträge einer völkerrechtlichen Rechtsordnung materielle Elemente einer Verfassung enthalten. Da es sich bei der Konstitutionalisierung um einen Prozess handelt, reicht es bereits, wenn nur einige der materiellen Verfassungsinhalte schwach ausgebildet sind. Beispiele für Völkerrechtsordnungen, bei denen von einer Konstitutionalisierung gesprochen werden kann, sind die Rechtsordnungen der WTO und der EU. Trotz des Scheiterns des Verfassungsvertrages der EU ist die EU in einem höheren Maße konstitutionalisiert als die WTO. Im Gegensatz zum Staatsrecht kann im Völkerrecht eine Konstitutionalisierung auch ohne Staatsbildung einhergehen. Im deutschen Sprachgebrauch wurde das Wort Konstitutionalisierung erstmals im Jahre 1956 durch das Bundesverfassungsgericht gebraucht.